# Moxostoma valenciennesi
Moxostoma valenciennesi är en fiskart som beskrevs av Jordan, 1885. Moxostoma valenciennesi ingår i släktet Moxostoma och familjen Catostomidae. Inga underarter finns listade i Catalogue of Life.